# Anisoplia farraria
Anisoplia farraria är en skalbaggsart som beskrevs av Wilhelm Ferdinand Erichson 1847. Anisoplia farraria ingår i släktet Anisoplia och familjen Rutelidae. Utöver nominatformen finns också underarten A. f. antoniae.